# 法图拉派恐怖组织
法图拉派恐怖组织/平行政府结构（土耳其語：Fethullahçı Terör Örgütü/Paralel Devlet Yapılanması，缩写作FETÖ/PDY），是土耳其政府假想的一个恐怖组织。在安卡拉安全理事会起草的一份报告中指出该组织具有深奥的结构和秘密的目标，成员之间使用的是一种特殊的语言。

## 名称
法图拉派恐怖组织/平行政府结构一词于2015年在科尼亞的一家法院的一份起诉书上首次出现，该案件涉及74名被控加入恐怖组织并伪造文件的人。其中有31名警察和几名企业家。2015年初，该术语开始在土耳其媒体上出现。